# مايكل غرين (كاتب أمريكي)
مايكل غرين (بالإنجليزية: Michael Green)‏ هو كاتب سيناريو أمريكي، ولد في القرن العشرين في الولايات المتحدة.

## وصلات خارجية
- ميخائيل غرين على موقع IMDb (الإنجليزية)
- ميخائيل غرين على موقع ألو سيني (الفرنسية)
- ميخائيل غرين على موقع أول موفي (الإنجليزية)
- ميخائيل غرين على موقع قاعدة بيانات الأفلام السويدية (السويدية)
- ميخائيل غرين على موقع قاعدة بيانات الفيلم (الإنجليزية)
- ميخائيل غرين على موقع كينوبويسك (الروسية)